# Uranmicrolite
L'uranmicrolite è un minerale non più riconosciuto dal 2010 dall'IMA nell'ambito della revisione del supergruppo del pirocloro.